# Quiaios
Quiaios est une paroisse civile portugaise (en portugais : freguesia) de la municipalité de Figueira da Foz dans le district et la région de Coimbra.

## Géographie
La paroisse de Quiaios est située dans le Centre du Portugal, sur la Côté Atlantique. Les localités de Murtinheira et Praia de Quiaios se trouvent sur le littoral tandis que le centre de Quiaios se trouve dans les terres.
Avec une superficie de 52,31 km2, Quiaios est l'une des paroisses les plus étendues de Figueira da Foz. Elle est desservie par l'autoroute A17 reliant Aveiro à Leiria.

## Histoire

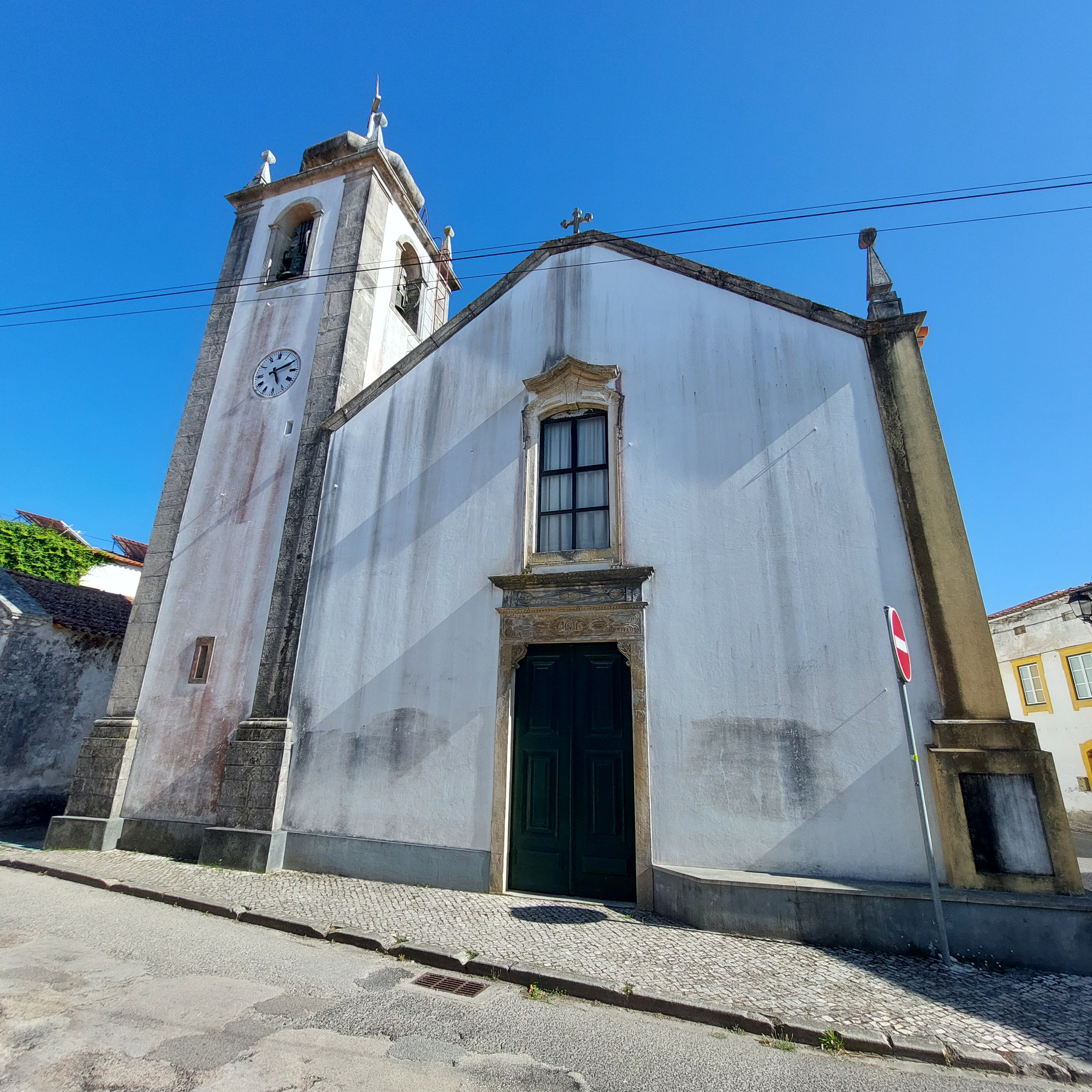
L'église de Quiaios.

Les premières références à Quiaios remontent au IXe siècle. En 1514, Manuel Ier accorde une charte au village.
La municipalité de Quiaios est supprimée en 1836 et intégrée à Maiorca en tant que paroisse. La municipalité de Maiorca est elle-même supprimée en 1853 et rejoint Figueira da Foz.
Au début du XXe siècle, le village de Bom Sucesso — au nord de Quiaios — se développe. Il devient une paroisse catholique indépendante de Quiaios en 1936, puis une paroisse civile à part entière en 1985. Quiaios perd alors la moitié nord de son territoire.
Dans le cadre de la réforme territoriale de 2012-2013, la paroisse de Brenha est intégrée au territoire d'Alhadas, à l'exception des villages de Cabanas et Vale de Jorge qui rejoignent Quiaios.

## Démographie
Lors du recensement de 2021, Quiaios compte 2 775 habitants.

## Patrimoine
Les principaux édifices patrimoniaux de Quiaios sont :
- l'église São Mamede (construite à partir du XVIIe siècle) ;
- la chapelle Nossa Senhora da Graça (XIXe siècle) ;
- la Casa da Renda (bâtisse du XVIIIe siècle).